# Le Plessis-Brion
 Le Plessis-Brion ist eine französische Gemeinde mit 1.307 Einwohnern (Stand: 1. Januar 2022) im Département Oise in der Region Hauts-de-France. Sie gehört zum Arrondissement Compiègne und zum Kanton Thourotte.

## Geographie
le Plessis-Brion liegt am Fluss Oise, der die westliche Gemeindegrenze bildet, sieben Kilometer nordöstlich von Compiègne. Umgeben wird Le Plessis-Brion von den Nachbargemeinden Montmacq im Norden, Saint-Léger-aux-Bois im Nordosten und Osten, Choisy-au-Bac im Süden, Longueil-Annel im Westen sowie Thourotte im Nordwesten.

## Bevölkerungsentwicklung
| Jahr                       | 1962 | 1968 | 1975 | 1982 | 1990 | 1999 | 2006 | 2013 | 2021 |
| -------------------------- | ---- | ---- | ---- | ---- | ---- | ---- | ---- | ---- | ---- |
| Einwohner                  | 1264 | 1425 | 1422 | 1587 | 1482 | 1488 | 1463 | 1394 | 1316 |
| Quellen: Cassini und INSEE |      |      |      |      |      |      |      |      |      |

## Sehenswürdigkeiten

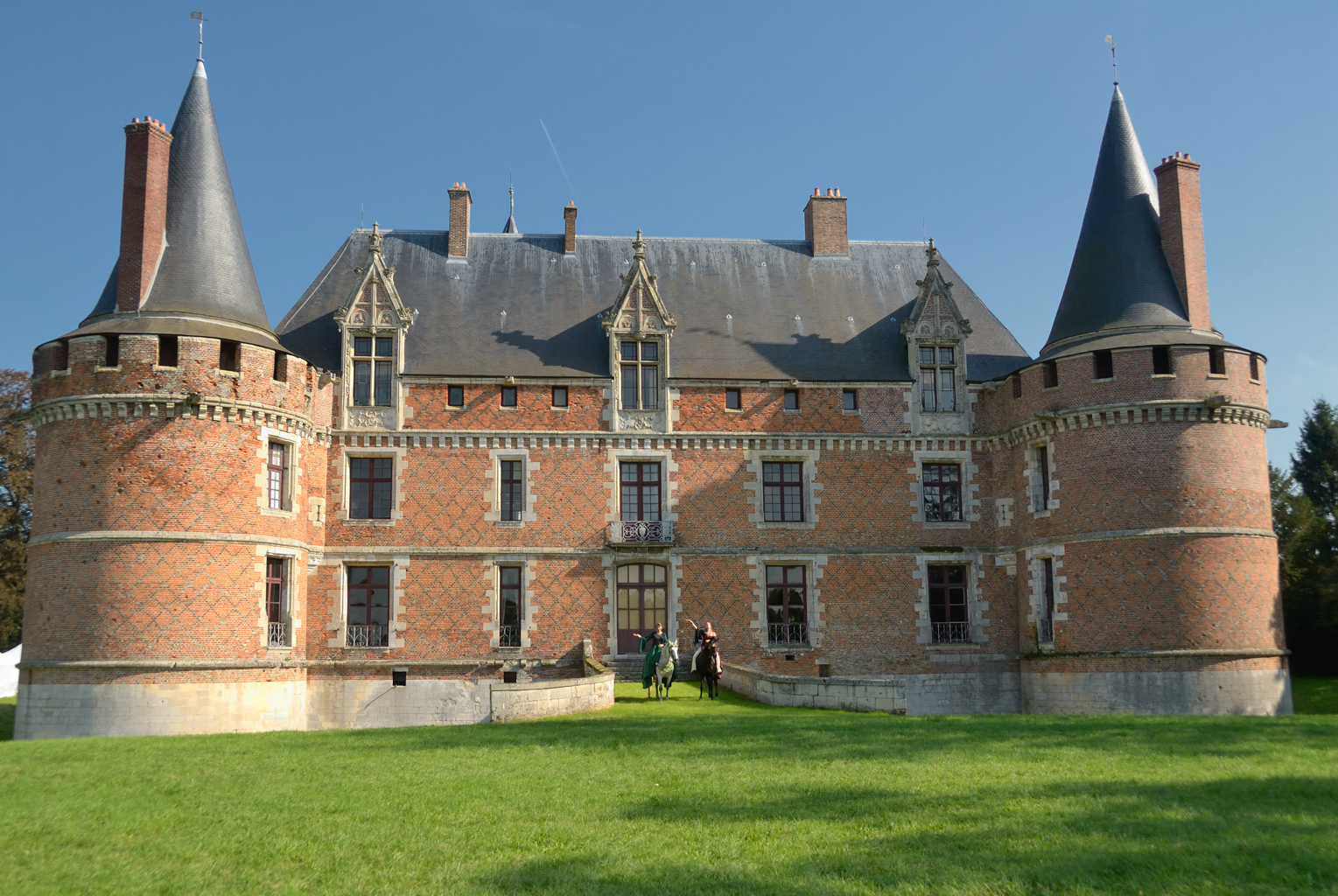
Schloss Le Plessis-Brion
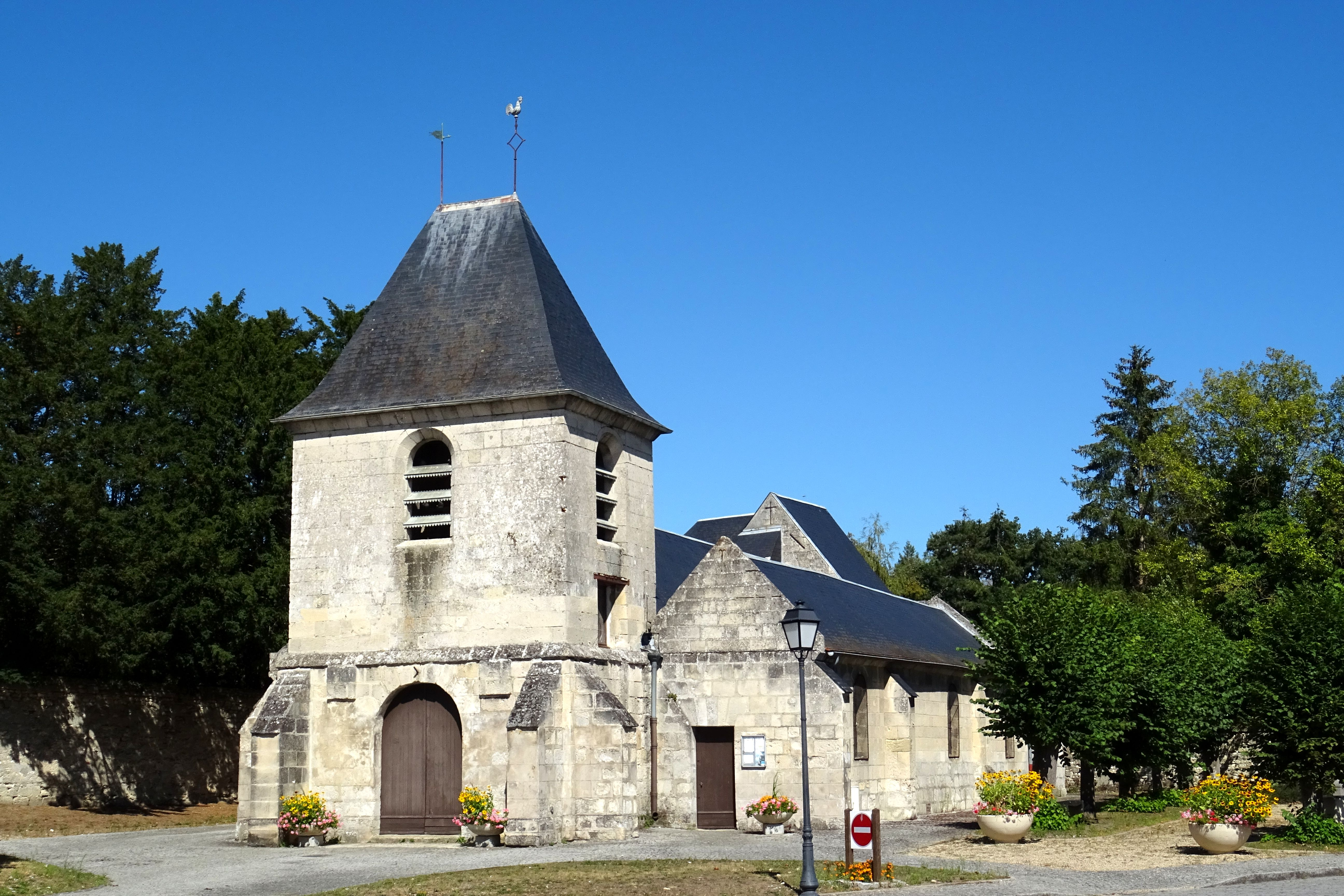
Kirche Notre-Dame

- Schloss Le Plessis-Brion
- Kirche Notre-Dame